# Pekanbaru
Pekanbaru (în Jawi: ڤكنبارو) este un oraș din Indonezia, capitală a provinciei Riau, de pe insula Sumatra. Are o suprafață de 632,26 km² și o populație de 950.571 de locuitori.